# Code-E
Code-E es una serie de anime animada por Studio DEEN. Basada en el manga de Ichiro Sakaki y dirigida por Toshiyuki Kato. Consta de 12 episodios transmitidos por Asahi Broadcasting Corporation desde el 3 de julio de 2007 hasta 23 de septiembre de 2007. Una segunda temporada llamada Mission-E se comenzó a transmitir en julio del 2008. En esta secuela, un nuevo personaje principal llamado Maorí Kimizuka acompañará a Chinami.

## Historia
Chinami Ebihara es una estudiante de secundaria que emite ondas electromagnéticas cuando sus emociones se alborotan. Las ondas afectan equipos electrónicos como celulares, televisores y computadoras. Su habilidad ocasiona que su familia se mude de un lugar a otro. En el año 2017, la familia de Ebihara se muda de nuevo. En la escuela un niño llamado Kotaro Kannagi se da cuenta de su habilidad y le pregunta si puede estudiarla. Sonomi Kujo, la hija de una familia adinerada que están encantados con Kotaro desde que eran muy jóvenes reaccionan con celos por su interés, mientras Yuma Saihashi, un miko con sus mismos poderes trata de advertirle. Mientras tanto dos extranjeros llegan para espiarla.

## Personajes
Chinami Ebihara (海老原 千波美 Ebihara Chinami?)
Seiyū: Mai Hashimoto
Chinami Ebihara es una chica torpe de 17 años. Lleva anteojos y uniforme de escuela secundaria. Le gusta leer y jardines. Ella no puede usar equipos electrónicos debido a que su cuerpo emito ondas electromagnéticas, pero solo las emite cuando está avergonzada, atemorizada o nerviosa. después ella descubre que puede controlar su poder manteniendo la calma y serenándose, pero no puede controlar antes de emitir ondas EM en primer lugar. Después, Chinami se da cuenta de que siente algo por Kotaro.
Kotaro Kannagi (巫 光太郎 Kannagi Kotaro?)
Seiyū: Katsuhito Nomura
Kotaro es un genio distraído en la clase de Chinami. Él es la cabeza y único miembro del club de Investigación Científica y siempre puede ser encontrado en la habitación del club. Está muy interesado en la habilidad de Chinami pero no ningún interés romántico hasta ahora. Es también muy torpe cuando Sonomi le hace llegar sus sentimiento hacia él. Pero en episodio 12 se da cuenta de que ama a Chinami gracias a la ayuda de Sonomi.
Sonomi Kujo (九条 園美 Kujo Sonomi?)
Seiyū: Kaori Nazuka
Sonomi Kujo es amiga de la infancia de Kotaro quien está enamorada de él.  Ella es muy celosa de como Kotaro se preocupa por Chinami y a menudo malinterpreta la situación. Ella es también muy adinerada y a veces puede encontrarse ayudando a Kotaro con Chinami.
Keiko Komatsuna (小松菜 圭子 Komatsuna Keiko?)
Seiyū: Haruko Momoi
Keiko Komatsuma se sienta en el asiento en frente de Chinami durante la clase. Ella es la primera amiga de Chinami después de que fue transferida a la nueva escuela.
Yuma Saihashi (斎橋 由真 Saihashi Yuma?)
Seiyū: Risa Mizuno
Yuma Saihashi es un mico que vive en el santuario. Ella es una solitaria que se distancia de los otros y se abstiene de hacer amigos. Durante su tiempo libre, ella da masajes a los ancianos en el vecindario pero rechaza sus obsequios. De la misma manera que Chinami, puede emitir las ondas electromagnéticas.  Su poder no es tan fuerte como el de Chinami pero puede controlarlo mejor. Yuma tiene cuidado con Chinami y le advierte del peligro potencial.
Keisuke Ebihara (海老原 啓介 Ebihara Keisuke?)
Seiyū: Kōzō Shioya
Keisuke Ebihara es el padre de Chinami y trabaja en casa como escritor. Él se preocupa a menudo por Chinami, especialmente cuando está con muchachos.
Mitsuki Ebihara (海老原 美月 Ebihara Mitsuki?)
Seiyū: Akiko Hiramatsu
Mitsuki Ebihara es la madre de Chinami. Ella es una mujer de negocios.
Adol Brinberg (アドル・ブリンベルケ Adol Brinberg?)
Seiyū: Hiroshi Kamiya
Adol Binberg es un espía alemán y hermano gemelo de Mils.
Mils Brinberg (ミリス・ブリンベルケ Mils Brinberg?)
Seiyū: Megumi Toyoguchi
Mils Brinberg es un espía alemán y hermana gemela de Adol.
Maori Kimizuka (君塚 麻織 Maori Kimizuka?)
Seiyū: Yūna Inamura
Maorí es una muchacha con un perro que sale en la serie.

## Música
Opening: E☆Scandal
Arreglos y composición: Kaori Kano
Ending: Kimi Kara no Kiseki
Arreglos, composición y letras: Kaori Kano
Vocalista: Asaori Kimitsuka

## Episodios
1. Las circunstancias de confesar a un estudiante de transferencia
2. Las circunstancias de Ciencia y Felicidad
3. Las Circunstancias de las Ondas Eletromagnéticas y la Investigación
4. Las Circunstancias de los Secretos y el Idiota
5. Sobre la Depresión, Padres y sus hijos
6. Sobre las Doncellas del Santuario y el entrenamiento
7. Sobre Extranjeros y Primeros Amores
8. Sobre Venus Trampas voladoras y posibilidad de encuentros
9. Sobre Entrevistas de Matrimonio y los Rivales Enamorados
10. Sobre la Habilidad Perdida y modos
11. Sobre un Curso de Verano y Conspiración
12. Sobre la Ruina y la Restauración